# Ридзина (Лодзинське воєводство)
Ридзина (пол. Rydzyna) — село в Польщі, у гміні Свіниці-Варцькі Ленчицького повіту Лодзинського воєводства.
У 1975-1998 роках село належало до Конінського воєводства.